# Семена смерти (фильм)
Семена смерти (фр. Pars vite et reviens tard) — французский фильм 2007 года, поставленный режиссером Режисом Варнье на основе одноименного криминального романа французской писательницы Фред Варгас.

## Сюжет
Действие происходит на территории нынешнего Парижа. Таинственный незнакомец предсказывает вспышку чумы. Несколько граждан жалуются, потому что на их двери была нарисована перевернутая цифра 4, видимая издалека. Комиссар Адамберг работал над этими делами и познакомился с историком Эрве Декамбрейсом, который помог истолковать символ.
Похоже, пророчество сбывается. Вскоре найден первый труп с черными отметинами на коже. Чуму также называют "Черной смертью". Молодой человек жил за дверью квартиры без символа ужасов. Быстро становится ясно почему. Перевернутое зеркало 4 использовалось в средние века для защиты от смертельной инфекционной болезни. В то же время читатель регулярно получает таинственные сообщения, которые Эрве интерпретирует как объявления об эпидемии чумы. Табличка на дверях всегда снабжена надписью CLT, археолог, опрошенный Адамбергом, распознает эту аббревиатуру и идентифицирует ее как cito longe tarde, что на латыни означает "беги быстро и далеко и не возвращайся слишком рано".
Коллегу Адамберга кусают блохи, найденные в конверте в квартире убитого. Пока проводится лабораторный анализ этих паразитов - культивирование занимает шесть дней - обнаруживается все больше и больше жертв. Но тогда врач лаборатории может опровергнуть подозрение на чуму. Кураре, яд для стрел, парализовал диафрагму и легкие жертв в считанные секунды. У всех трупов было место прокола в области шеи.
Полицейские расследования сейчас настолько продвинулись вперед, что была обнаружена биографическая связь между жертвами - на данный момент их пятеро. Все они в одно и то же время работали на фармацевтическую компанию в Конго. В списке сотрудников есть еще один француз. Рубо, последний оставшийся в живых, сообщает полицейским, проводящим расследование, о том, как он и его коллеги в то время убили главу фармацевтической компании, потому что он обнаружил их безудержный наркобизнес в Конго.
Франсуа Хеллер-Девиль оставил сына. Этот - теперь уже взрослый молодой человек - подозревается в мести за смерть своего отца вместе со своей бабушкой Клементиной. Будучи 12-летним подростком, Дамас наблюдал убийство, замаскированное под несчастный случай. Согласно ее психотическим убеждениям, Клементина разводит в своем подвале крыс, которые заражены чумой. Она одержима темой "чумы". Она отправила блох от грызунов в конвертах шести убийцам своего сына. Дамас, у которого также были психологические проблемы после смерти его отца, пометил двери тех, кто не должен был подвергнуться нападению патогена ночью, то есть соседей более поздних жертв. На самом деле, они вдвоем ни в коем случае не распространяют чуму.
Сводная сестра Дамаса Мари - настоящая убийца. Она знала о желании Дамаса отомстить и вводила жертвам яд. Она использовала уголь, чтобы нарисовать черные пятна на коже жертв, чтобы имитировать чуму как причину смерти. Горькая на свою судьбу - нелюбимая и отвергнутая отцом - она стремилась завладеть состоянием своего отца, которое теперь принадлежит Дамасу. Клементина помещена в психиатрическую клинику, Дамас получает 5-летний тюремный срок.